# Gouvernement Schüssel I
 (août 2023).
Si vous disposez d'ouvrages ou d'articles de référence ou si vous connaissez des sites web de qualité traitant du thème abordé ici, merci de compléter l'article en donnant les références utiles à sa vérifiabilité et en les liant à la section « Notes et références ».
IIe République
Klima Schüssel II
Le gouvernement Schüssel I (en allemand : Bundesregierung Schüssel I) est le gouvernement fédéral de la République d'Autriche entre le 4 février 2000 et le 28 février 2003, durant la vingt-et-unième législature du Conseil national.

## Historique du mandat
Dirigé par le nouveau chancelier fédéral conservateur Wolfgang Schüssel, précédemment vice-chancelier, ce gouvernement est formé et soutenu par une « coalition noire-bleue » entre le Parti populaire autrichien (ÖVP) et le Parti libéral d'Autriche (FPÖ). Ensemble, ils disposent de 104 députés sur 183, soit 56,8 % des sièges au Conseil national.
Il est formé à la suite des élections législatives du 3 octobre 1999.
Il succède donc au gouvernement du social-démocrate Viktor Klima, constitué et soutenu par une « grande coalition » entre le Parti social-démocrate d'Autriche (SPÖ) et l'ÖVP.

### Formation
Au cours du scrutin, les deux partis au pouvoir essuient des pertes importantes, le FPÖ devenant même le deuxième parti autrichien en dépassant les conservateurs de 415 voix. Cependant, la coalition sortante, formée en 1987, dispose encore d'une solide majorité absolue. Après l'échec des négociations entre le SPÖ et l'ÖVP, conservateurs et nationalistes négocient directement, sans que le chef de l'État ait invité Schüssel à le faire, et parviennent rapidement à un accord.
Le cabinet prête serment le 4 février 2000, après avoir dû entrer dans le palais présidentiel par un tunnel. C'est alors la première fois depuis 1945 que l'extrême droite participe au gouvernement, que le chancelier n'est pas issu du premier parti du pays. Il faut en outre remonter à 1966 pour trouver un cabinet dirigé par un membre de l'ÖVP.

### Succession
Les fortes dissensions internes au sein du FPÖ, parti populiste d'extrême-droite de nature contestataire, conduisent le chef du gouvernement fédéral à convoquer les élections législatives anticipées du 24 novembre 2002. Lors de ce scrutin, les nationalistes s'effondrent et les conservateurs s'envolent, redevenant la première force politique d'Autriche, une première depuis 1966. Malgré ces deux éléments, Schüssel écarte le retour d'une grande coalition et choisit de maintenir son alliance avec le FPÖ en constituant son second gouvernement.
À la suite de l'entrée au gouvernement du parti libéral autrichien (FPÖ), les quatorze autres États membres de l'Union européenne cessent toute rencontre bilatérale avec le gouvernement autrichien pendant sept mois, imposent des limitations à ses ambassadeurs et ôtent tout soutien à des candidats autrichiens à des postes dans les organisations internationales,.

## Composition
- Par rapport au gouvernement Klima, les nouveaux ministres sont indiqués en gras, ceux ayant changé d'attributions en italique.

| Fonction                                                                      | Nom | Nom                                                                                            | Parti |
| ----------------------------------------------------------------------------- | --- | ---------------------------------------------------------------------------------------------- | ----- |
| Chancelier fédéral                                                            |     | Wolfgang Schüssel                                                                              | ÖVP   |
| Vice-chancelière Ministre fédérale de la Fonction publique et des Sports      |     | Susanne Riess-Passer                                                                           | FPÖ   |
| Ministre fédérale des Affaires étrangères                                     |     | Benita Ferrero-Waldner                                                                         | ÖVP   |
| Ministre fédérale de l'Éducation, de la Science et de la Culture              |     | Elisabeth Gehrer                                                                               | ÖVP   |
| Ministre fédéral des Finances                                                 |     | Karl-Heinz Grasser                                                                             | FPÖ   |
| Ministre fédéral de l'Intérieur                                               |     | Ernst Strasser                                                                                 | ÖVP   |
| Ministre fédéral de la Justice                                                |     | Michael Krüger (jusqu'au 02/03/2000)                                                           | FPÖ   |
| Ministre fédéral de la Justice                                                |     | Dieter Böhmdorfer                                                                              | Sans  |
| Ministre fédéral de la Défense nationale                                      |     | Herbert Scheibner                                                                              | FPÖ   |
| Ministre fédéral de l'Agriculture, des Forêts, de l'Environnement et des Eaux |     | Wilhelm Molterer                                                                               | ÖVP   |
| Ministre fédéral de la Sécurité sociale et des Générations                    |     | Elisabeth Sickl (jusqu'au 24/10/2000) Herbert Haupt                                            | FPÖ   |
| Ministre fédéral des Transports, de l'Innovation et de la Technologie         |     | Michael Schmid (jusqu'au 13/11/2000) Monika Forstinger (jusqu'au 18/02/2001) Mathias Reichhold | FPÖ   |
| Ministre fédéral de l'Économie et du Travail                                  |     | Martin Bartenstein                                                                             | ÖVP   |